# Martina Voss-Tecklenburg
Martina Voss-Tecklenburg (Duisburg, 22 dicembre 1967) è un'allenatrice di calcio ed ex calciatrice tedesca, di ruolo centrocampista o attaccante.

## Carriera

### Allenatrice

#### Nazionale
Dal 2012 l'Associazione Svizzera di Football le affida la conduzione tecnica della nazionale femminile. Nei sei anni della gestione Voss-Tecklenburg la nazionale svizzera ottiene i risultati più prestigiosi, riuscendo a qualificarsi per la prima volta a una fase finale di un campionato mondiale, quello di Canada 2015 dove dopo essere tra le terze migliori classificate alla fase a gironi, arriva agli ottavi di finale eliminata dal Canada, e per la prima volta a quella finale di un Europeo, quello dei Paesi Bassi 2017, eliminata nella fase a gironi.
Nell'aprile 2018 la federazione svizzera annuncia che Voss-Tecklenburg lascerà la conduzione della squadra al termine della fase di qualificazione al Mondiale di Francia 2019 rilevando Horst Hrubesch, allenatore ad interim, sulla panchina della nazionale femminile tedesca.
A seguito dell'inaspettato risultato negativo al Mondiale di Australia e Nuova Zelanda 2023, dove la nazionale tedesca era stata eliminata già nel girone della prima fase, e a una serie di attività non direttamente connesse all'incarico nel successivo periodo di ferie, non avendo più allenato la squadra da mesi nel novembre 2023 viene annunciato la rescissione del contratto da parte della Federcalcio tedesca.

## Palmarès

### Giocatrice

#### Club

##### Competizioni nazionali
- Campionato tedesco: 6

KBC Duisburg: 1985
TSV Siengen: 1990, 1990-1991, 1991-1992, 1993-1994
Duisburg 55: 1999-2000
- Coppa di Germania: 4

KBC Duisburg: 1983, 1989
TSV Siengen: 1993
Duisburg 55: : 1997-1998

##### Competizioni internazionali
- UEFA Women's Cup: 1

2001 Duisburg: 2008-2009

#### Nazionale
- Campionato europeo femminile di calcio: 1

Norvegia-Svezia 1997

#### Individuale
- Calciatrice tedesca dell'anno: 1

2000

### Allenatrice

#### Club
- Coppa di Germania: 1

2001 Duisburg: 2009-2010

#### Nazionale
- Cyprus Cup: 1

Svizzera: 2017

#### Individuale
- Allenatore svizzero dell'anno: 1

2015